# Tetenbüll
Tetenbüll (Tetenbøl en danois) est une commune d'Allemagne, située dans le Land du Schleswig-Holstein et l'arrondissement de Frise-du-Nord.

## Personnalités liées à la ville
- Johann Nikolaus Tetens (1736-1807), philosophe né à Tetenbüll.
- Heinz Kähler (1905-1974), archéologue né à Tetenbüll.